# Buu-Yao District
Buu-Yao District är ett distrikt i Liberia.   Det ligger i regionen Nimba County, i den östra delen av landet, 270 km öster om huvudstaden Monrovia.